# Louis-Nicolas Davout
Louis-Nicolas d'Avout, bolj znan kot Davout, prvi vojvoda Auerstaedta in prvi knez Eckmühla, je bil v napoleonskem obdobju francoski general in maršal Francije, * 10. maj 1770,  Annoux, Francija, † 1. junij 1823, Pariz, Francija.
Z izrednim vojaškim talentom in stroge discipline, ki jo je zahteval od svojih podrejenih, si je prislužil naziv "Železni maršal". Ob maršaloma Andréju Masséni in Jeanu Lannesu je bil Davout eden od najboljših Napoleonovih poveljnikov. 